# Шател Руж
Шател Руж, наричан още Qal’at Yahmur (на арабски: قلعة يحمور; на латински: Castrum Rubrum) е малка кръстоносна крепост в северозападната част на Сирия, която е принадлежала на графство Триполи. Намира се в селището Яхмур на 12 км от Тартус и на 10 км от Сафита, където се издига друг кръстоносен замък в стил романика - Шател Блан.

## История
Малко се знае от средновековните извори за развитието на това място преди завладяването му от кръстоносците, а дори и след това. Това е така, защото замъкът вероятно е от второстепенно значение докато не попада в ръцете на франкското семейство Монтолие, васали на графа на Триполи. Тогава Шател Руж става част от мрежата от укрепления като Крак де Шевалие, Шател Блан и Арима.
Графът на Триполи прехвърля крепостта на Ордена на хоспиталиерите, а на Монтолие дава 400 бизанта като компенсация. През 1188, Саладин атакува крепостта и я съсипва. Кръстоносците я възстановяват и
тя остава в ръцете им, докато не загубват целия район век по-късно.

## Описание на мястото
Село Яхмур се намира на крайбрежната равнина между Тартус и Триполи. Следователно, Шател Руж не притежава естествената защита на другите крепости, строени по хълмове и зъбери. Крепостта се състои в двуетажен донжон, 16 метра в дължина и 14 метра в ширина, затворен в правоъгълник от външни стени с дължина 42 м и 37 м, с кули в северозападния и югоизточния ъгъл. Първият етаж е разделен на две нива с дървена подова настилка, която не съществува днес. До горните етажи може да се стигне по стълба, който минава по протежение на стените отвътре и отвън на донжона.
Етапите в строителството на Шател Руж не могат да бъдат датирани с точност, но въпреки това могат да се разграничат два основни: първи период в началото на XII век, при който са изградени външните стени, докато донжонът е построен в началото на XIII век. Крепостта Щател Руж днес е частично реставрирана през втората половина на XX век и се намира в заселена жилищна част.